# El Retorno
El Retorno est une municipalité située dans le département de Guaviare, en Colombie.